# Georg Conrad Jäger
Georg Conrad Jäger (* 15. Dezember 1817 in Frankfurt am Main; † 19. Januar 1900 ebenda) war ein Politiker der Freien Stadt Frankfurt.
Georg Conrad Jäger war Jurist in Frankfurt am Main. Von 1862 bis 1866 war er als Senator Mitglied im Senat der Freien Stadt Frankfurt. Er gehörte dem Gesetzgebenden Körper 1858 bis 1862 an und war 1860 bis 1862 Vizepräsident des Parlaments.